# La Sauceda de la Luz
La Sauceda de la Luz är en ort i Mexiko.   Den ligger i kommunen San Felipe och delstaten Guanajuato, i den centrala delen av landet, 300 km nordväst om huvudstaden Mexico City. La Sauceda de la Luz ligger 2 069 meter över havet och antalet invånare är 553.
Terrängen runt La Sauceda de la Luz är kuperad åt nordost, men åt sydväst är den platt. Runt La Sauceda de la Luz är det ganska glesbefolkat, med 31 invånare per kvadratkilometer. Närmaste större samhälle är San Felipe, 15,2 km söder om La Sauceda de la Luz. Omgivningarna runt La Sauceda de la Luz är i huvudsak ett öppet busklandskap.